# 김채원 (2000년)
김채원(金采源, 2000년 8월 1일 ~ )은 대한민국의 가수로 5인조 다국적 걸그룹 LE SSERAFIM의 리더이다.  

## 생애
김채원은 2000년 8월 1일 대한민국 서울특별시 강남구 개포동에서 태어났다. 형제자매로는 6살 위 언니가 한 명 있다. 유아기 시절부터 노래에 흥미가 있어 동요대회에 참가하였으며, 서울포이초등학교 재학 당시에는 2012년 KBS창작동요대회에 '포이초 중창단'으로 참가하였다. 개포고등학교 재학 당시에는 RCY 활동도 하였다. 청소년기에는 집에서 혼자 춤과 노래를 연습하였으며, 본격적으로 가수의 꿈을 키운 것은 고등학생 때다. 이후 울림 엔터테인먼트 오디션에 지원하여 합격해 11개월간 연습생 생활을 한다. 같은 해 원활한 연습생 생활을 위해 한림연예예술고등학교로 전학을 갔다.

### 2018-2021: 아이즈원

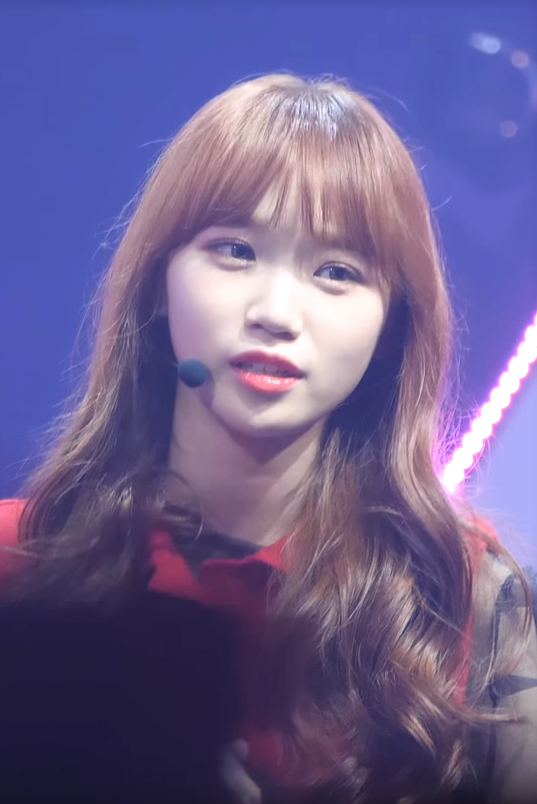
아이즈원 활동 시절 김채원 (2018)

2018년 4월부터 Mnet의 서바이벌 오디션 프로그램 《PRODUCE 48》에 출연하였으며, 최종 순위 12명 중 10위를 달성해 걸 그룹 아이즈원의 구성원이 되었다.
김채원은 2020년 아이즈원의 4번째 미니 음반 "One-reeler / Act IV"의 수록곡인 '느린 여행'에 공동 작사·작곡에 참여한 것으로 알려졌다. 아이즈원 내에서 작곡가로 참여한 것은 권은비, 조유리에 이어 김채원이 세번째인 것으로 알려졌다.
김채원은 2021년 3월, MBC의 음악 경연 예능 프로그램 《미스터리 음악쇼 복면가왕》에 출연하여 보아의 'No.1'을 가창 후 1라운드에서 탈락한 것으로 알려졌다.
김채원은 2021년 4월 29일, 아이즈원의 해체가 결정된 이후 펼쳐지는 마지막 온라인 콘서트, 《One, The Story》 참가를 끝으로 아이즈원 활동을 마무리한다. 김채원은 아이즈원 활동 종료 이후 인스타그램 등 소셜 미디어 계정을 개설하며 팬들과 소통을 이어나갔지만 활동의 향방은 알려진 바가 없다.

### 2021-현재: 활동 중단과 LE SSERAFIM
한편, 2021년 9월경부터 김채원의 소셜 미디어 활동이 사라지더니, 소속사인 울림 엔터테인먼트가 공개하는 아티스트 프로필도 사라진 것으로 알려졌다. 이는 같은 울림 엔터테인먼트 소속이자, 함께 아이즈원에 소속되었던 권은비의 행보와는 대조되는 모습이어서, 타 소속사로 이적하여 새로운 그룹을 준비중이라는 소문이 무성했다. 이는 2022년 3월, 김채원 본인이 쏘스뮤직의 소속 아티스트로 이적하였으며, 새로운 그룹인 LE SSERAFIM의 멤버로 데뷔할 예정이라고 밝혀 사실이 되었다.
2022년 5월 2일, LE SSERAFIM의 미니 음반인 "FEARLESS"가 공개되며 음악 활동을 시작했다. 김채원은 LE SSERAFIM의 리더로서 그룹 활동을 이어나간다.

## 학력
- 서울포이초등학교(졸업)
- 구룡중학교(졸업)
- 한림연예예술고등학교 연예과(졸업)

## 음반 목록
2021년 기준으로, 김채원 개인 명의로 발매된 음반은 없으며, 가창에 참여한 컴필레이션 음반은 2장이다.

### 뮤직비디오
| 연도 | 아티스트   | 음원   | 음반       | 비고 |
| ---- | ---------- | ------ | ---------- | ---- |
| 2018 | 골든차일드 | LET ME | Goldenness | 싱글 |

### 참여한 음원

#### 작곡·작사 참여
| 연도 | 음원       | 음반                | 아티스트    | 참여 | 참여 | 비고     |
| 연도 | 음원       | 음반                | 아티스트    | 작사 | 작곡 | 비고     |
| ---- | ---------- | ------------------- | ----------- | ---- | ---- | -------- |
| 2020 | With*One   | Oneiric Diary       | 아이즈원    | 공동 | 불참 | [ 주 3 ] |
| 2020 | 느린 여행  | One-reeler / Act IV | 아이즈원    | 공동 | 공동 | [ 주 4 ] |
| 2022 | Blue Flame | FEARLESS            | LE SSERAFIM | 공동 | 공동 | [ 주 5 ] |

#### 기타 참여
다음은 김채원이 가창에 직접적으로 참여하지 않았거나, 타인 명의로 된 음반의 음원 일람이다.
| 연도 | 음원          | 음반                             | 아티스트          | 참여 | 비고     |
| ---- | ------------- | -------------------------------- | ----------------- | ---- | -------- |
| 2018 | 너에게 닿기를 | PRODUCE 48 - 30 Girls 6 Concepts | V/A (기억 조작단) | 가창 | [ 주 6 ] |
| 2018 | 반해버리잖아? | PRODUCE 48 - FINAL               | 프로듀스 48       | 가창 | [ 주 7 ] |

## 음반 외 활동 목록

### 방송
| 연도 | 방송사 | 제목                     | 역할      | 기간                | 비고          |
| ---- | ------ | ------------------------ | --------- | ------------------- | ------------- |
| 2018 | Mnet   | 프로듀스 48              | 고정 출연 | 6월 15일 ~ 8월 31일 | 10위 (데뷔조) |
| 2020 | JTBC   | 히든싱어 6               | 패널      | 8월 28일            | [ 주 8 ]      |
| 2020 | KBS2   | 신상출시 편스토랑        | 평가단    | 9월 25일            | [ 주 9 ]      |
| 2021 | JTBC   | 팬텀싱어 올스타전        | 게스트    | 2월 16일 ~ 2월 23일 | [ 주 10 ]     |
| 2021 | MBC    | 미스터리 음악쇼 복면가왕 | 참가자    | 3월 7일             | 1R 탈락       |
| 2023 | ENA    | 혜미리예채파             | 고정 출연 | 3월12일-현재        |               |
| 2024 | KBS2   | 신상출시 편스토랑        | 스페셜 MC | 2월 2일 ~ 2월 16일  |               |
| 2024 | tvN    | 놀라운 토요일            | 게스트    | 2월 24일            |               |
| 2024 | MBC    | ‘전지적 참견 시점        | 게스트    | 2월 24일            |               |
| 2024 | SBS    | 런닝맨                   | 게스트    | 2월 25일            |               |

### 내용주
1. ↑  'SPACESHIP', 'With*One' 공동 작곡
2. ↑  '언젠가 우리의 밤도 지나가겠죠' 공동 작곡
3. ↑  권은비, 미야와키 사쿠라, 강혜원, 최예나, 김민주, 야부키 나코, 혼다 히토미, 조유리, 안유진과 장원영 공동 작사
4. ↑  임수호, 서용배와 공동 작사·작곡
5. ↑  SCORE(13), Megatone(13), Jonna Hall, 가영(PNP), 김인형, danke (lalala studio), Ronnie Icon, Caroline Gustavsson, 허윤진 공동 작사·작곡
6. ↑  나고은, 야부키 나코, 장규리, 조유리 공동 가창[11]
7. ↑  최예나, 권은비, 미야와키 사쿠라, 한초원, 권은비, 이가은, 시로마 미루, 타카하시 쥬리, 강혜원, 시타오 미우 공동 가창
8. ↑  유리, 은비, 민주, 원영과 함께 출연하였다.
9. ↑  히토미와 함께 평가단으로 출연하였다.
10. ↑  권은비 공동 출연
11. ↑  "꽃사슴"으로 출연하였다.

### 참조주
1. ↑  “[2018 MAMA]明星倒計時D-9之#IZONE#”. 웨이보. 2018년 12월 15일(토요일)에 원본 문서에서 보존된 문서.
2. ↑  박소영 (2018년 8월 31일). “'프로듀스48' 장원영·사쿠라에 이채연까지..12人 반전의 최종순위[종합]”. OSEN. 2018년 9월 1일에 확인함.
3. ↑  권혜미 (2020년 12월 7일). “아이즈원 김채원 "수록곡 '느린 여행' 작사·작곡, 기분 좋았다"”. 《마이데일리》.
4. ↑  김한나 (2021년 3월 7일). “'복면가왕', 꽃사슴=아이즈원 김채원 "혼자 무대 채울 수 있는 귀한 기회"”. 《한국일보》.
5. ↑  윤기백 (2021년 3월 10일). “아이즈원, 결국 해체 [공식]”. 《이데일리》. 2021년 6월 3일에 확인함.
6. ↑  유수연 (2021년 9월 17일). “김채원, 울림서 프로필 삭제→하이브 레이블 쏘스뮤직 이적 가능성 UP”. 《톱스타뉴스》.
7. ↑  정희연 (2022년 3월 17일). “김채원 “쏘스뮤직과 새로운 시작, 기대 많이 해달라” (전문)”. 《스포츠동아》.
8. ↑  이태수 (2022년 3월 30일). “방시혁, '사쿠라·김채원 걸그룹' 르세라핌 총괄 프로듀싱”. 《연합뉴스》.
9. ↑  문완식 (2022년 4월 30일). “르세라핌, 'FEARLESS' 선주문량 38만장 돌파..'돌풍 예고'”. 《스타뉴스》.
10. ↑  홍혜민 (2022년 5월 17일). “르세라핌, 김가람 리스크 털어낼 수 있을까”. 《한국일보》.
11. ↑  한국저작권위원회. “너에게 닿기를 (To reach you) 저작권정보 조회(음악)”. 《한국저작권위원회》. 경남. 2021년 10월 29일에 원본 문서에서 보존된 문서. 2021년 7월 18일에 확인함.